# Жюгон-ле-Лак
Жюго́н-ле-Лак (фр. Jugon-les-Lacs, брет. Lanyugon, галло Jugon) — коммуна во Франции, находится в регионе Бретань. Департамент — Кот-д’Армор. Входит в состав кантона Плене-Жюгон. Округ коммуны — Сен-Бриё.
1 января 2016 года в состав коммуны Жюгон-ле-Лак вошла соседняя коммуна Доло.
Код INSEE коммуны — 22084.

## География
Коммуна расположена приблизительно в 350 км к западу от Парижа, в 60 км северо-западнее Ренна, в 35 км к востоку от Сен-Бриё.

## Население
Население коммуны на 2016 год составляло 2 485 человек.
| 1962 | 1968 | 1975 | 1982 | 1990 | 1999 | 2008 | 2016 |
| ---- | ---- | ---- | ---- | ---- | ---- | ---- | ---- |
| 1444 | 1417 | 1292 | 1351 | 1283 | 1348 | 1636 | 2485 |

## Администрация
| Период | Период | Фамилия      | Партия                  | Примечания |
| ------ | ------ | ------------ | ----------------------- | ---------- |
| 1938   | 1962   | Жан Орвейон  |                         |            |
| 1962   | 1973   | Пьер Жос     |                         |            |
| 1973   | 1995   | Фернан Амон  | Социалистическая партия |            |
| 1995   | 2001   | Юмбер Булен  |                         |            |
| 2001   | 2014   | Даниель Амон | Разные левые            |            |
| 2014   |        | Роже Обре    | Разные правые           | пенсионер  |

## Экономика
В 2007 году среди 931 человека в трудоспособном возрасте (15—64 лет) 726 были экономически активными, 205 — неактивными (показатель активности — 78,0 %, в 1999 году было 70,2 %). Из 726 активных работали 664 человека (370 мужчин и 294 женщины), безработных было 62 (25 мужчин и 37 женщин). Среди 205 неактивных 53 человека были учениками или студентами, 86 — пенсионерами, 66 были неактивными по другим причинам.

## Достопримечательности
- Церковь Нотр-Дам (XVI век). Исторический памятник с 1926 года[8]
- Бывший отель Севуа (XIV век). Исторический памятник с 1975 года[9]
- Крест на кладбище (XVIII век). Исторический памятник с 1926 года[10]

## Фотогалерея

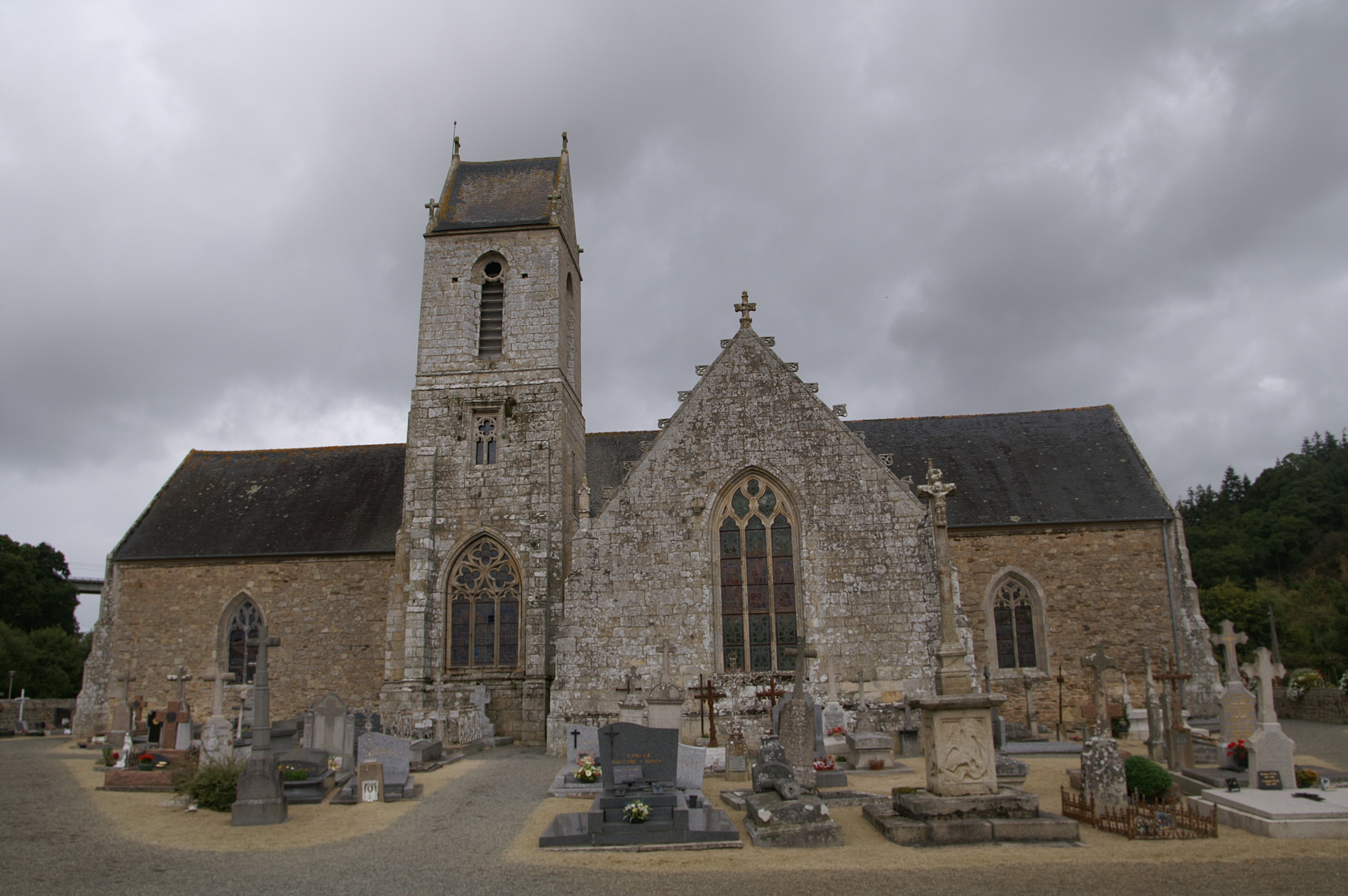
Церковь Нотр-Дам
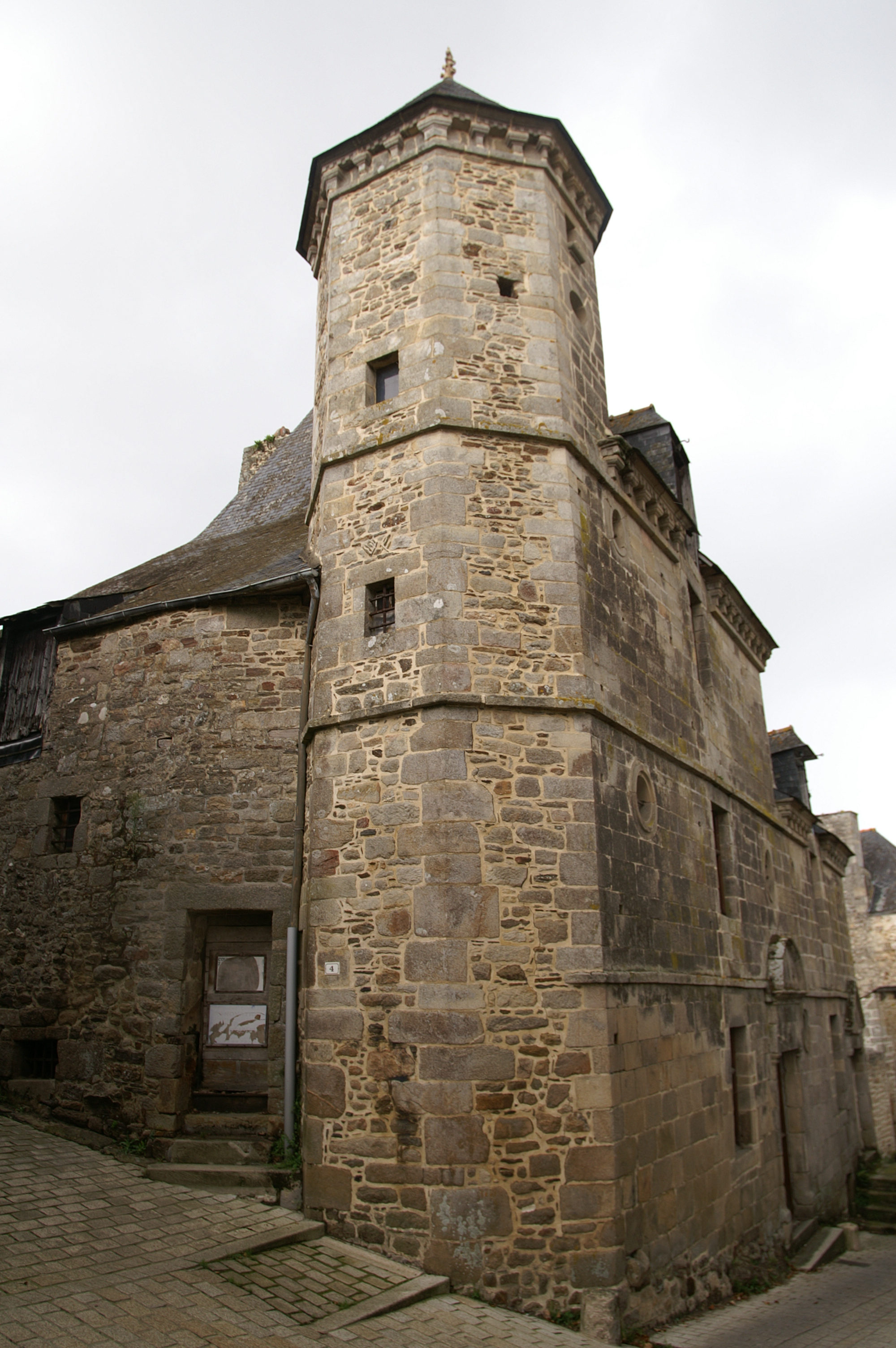
Отель Севуа
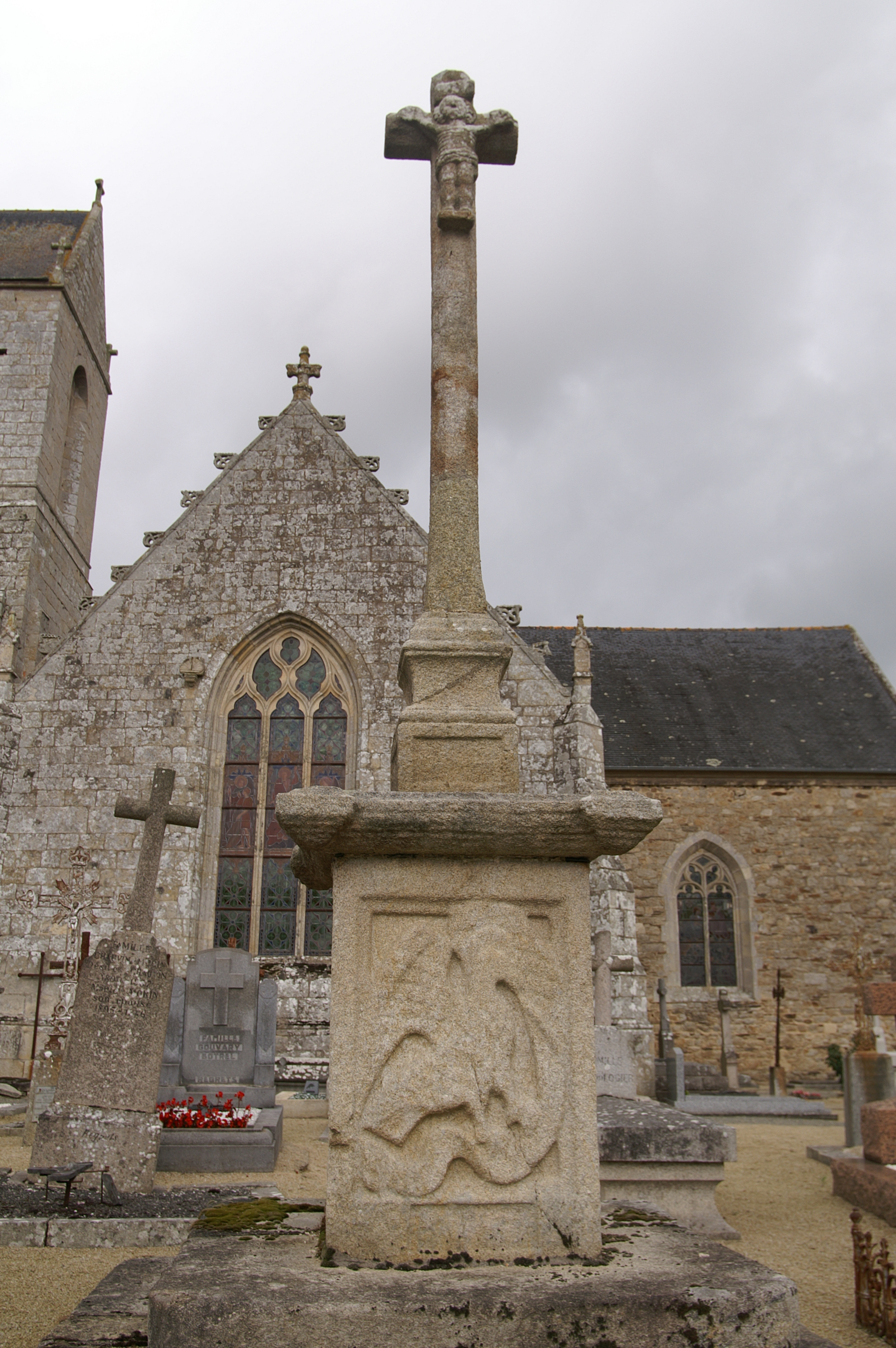
Крест на кладбище